# Min (språk)

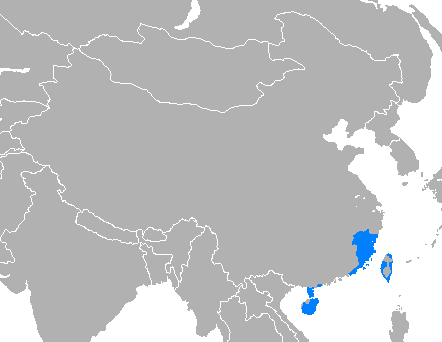
Min-dialektens utbredningsområde i Kina.

Min är en grupp dialekter eller språk som hör till den större språkgrupp som går under benämningen kinesiska. Min finns i ett stort antal olika varianter och talas av cirka 60 miljoner människor huvudsakligen i Fujian-provinsen, men även i Guangdong och Hainan, i Folkrepubliken Kina. En variant av Min är taiwanesiska.